# Соловьёв, Валентин Дмитриевич
Валенти́н Дми́триевич Соловьёв (1907—1986) — советский вирусолог и эпидемиолог. Академик АМН СССР, лауреат Сталинской премии (1941), лауреат премии им. Д. И. Ивановского (1973). Академик-секретарь Отделения профилактической медицины АМН СССР. Один из основоположников отечественной медицинской вирусологии, исследований проблем вирусной цитопатологии и противовирусной резистентности клеток. Внёс вклад в теорию и практику борьбы с гриппом, полиомиелитом, оспой, кишечными вирусными инфекциями.

## Биография
В 1932 году окончил Пермский медицинский институт.
С 1939 года — в Центральном институте эпидемиологии и микробиологии (организатор и руководитель лаборатории энцефалитов, вирусологического сектора и экспериментального отдела). В 1947—1950 годах — заведующий лабораторией гриппа и одновременно заместитель директора Института вирусологии им. Д. И. Ивановского. В 1950—1954 годах — заведующий отделом вирусов и заместитель директора по научной работе Контрольного института медико-биологических препаратов им. Л. А. Тарасевича. В 1954—1957 годах — заведующий отделом вирусов и риккетсий Московского института вакцин и сывороток им. И. И. Мечникова.
Один из организаторов и заместитель директора по научной работе (1967—1963) Института вирусных препаратов. С 1963 года — заведующий отделом противовирусного иммунитета Института эпидемиологии и микробиологии им. Н. Ф. Гамалеи и одновременно заведующий кафедрой эпидемиологии 2-го Московского медицинского института и созданной по его инициативе (1955) первой в стране кафедрой вирусологии ЦИУ врачей (1955—1981, ныне Российская медицинская академия последипломного образования).
Похоронен на Донском кладбище.